# ボブ・ヤング
ボブ・ヤングまたはロバート・ヤング（英語: Bob Young/Robert Young、1953年または1954年 - ）は、アメリカ合衆国の実業家。
レッドハットを創業したことで知られているほか、フォージFCとハミルトン・タイガーキャッツのフランチャイズを所有している。
1993年にレッドハットを創業し1999年までCEOを務め、2005年まで取締役を務めたのち会社と決別した。2002年にはルルエンタープライズを創業している。